# Пеш-Люна
Пеш-Люна́ (фр. Pech-Luna) — коммуна во Франции, находится в регионе Лангедок — Руссильон. Департамент коммуны — Од. Входит в состав кантона Бельпеш. Округ коммуны — Каркасон.
Код INSEE коммуны — 11278.

## Население
Население коммуны на 2008 год составляло 95 человек.
| 1962 | 1968 | 1975 | 1982 | 1990 | 1999 | 2008 |
| ---- | ---- | ---- | ---- | ---- | ---- | ---- |
| 89   | 114  | 99   | 112  | 93   | 80   | 95   |

## Экономика
В 2007 году среди 62 человек в трудоспособном возрасте (15—64 лет) 36 были экономически активными, 26 — неактивными (показатель активности — 58,1 %, в 1999 году было 51,0 %). Из 36 активных работали 33 человека (20 мужчин и 13 женщин), безработных было 3 (2 мужчин и 1 женщина). Среди 26 неактивных 3 человека были учениками или студентами, 13 — пенсионерами, 10 были неактивными по другим причинам.